# Lijst van toevalsgeneratoren
Computertoevalsgeneratoren zijn belangrijk in de wiskunde, cryptografie en bij kansspelen. Deze lijst bevat alle voorkomende soorten, ongeacht de kwaliteit.

## Pseudotoevalsgeneratoren
De volgende algoritmen zijn pseudotoevalsgeneratoren:
- Blum Blum Shub
- Omgekeerde congruentiegenerator
- ISAAC (cijfer)
- Vertraagde Fibonacci Generator
- Lineaire congruentiegenerator - het meest voorkomende type in computerprogrammeertalen
- Linear feedback shift register
- Mersennetwister
- Vermenigvuldig-met-uitvoer
- Lehmertoevalsgenerator
- Sophie Germainpriemgetal
- Well Equidistributed Long-period Linear
- Xorshift

## Hardware (True)pseudotoevalsgeneratoren(TRNGs)
De volgende lijst zijn hardware-pseudotoevalsgeneratoren:
- ComScire
- Protego
- true-random.com
- Intel 810/815/840/845G-chipsets
- VIA Hangslotmotor
- LavaRnd
- RBI
- ID Quantique
- Westphal Elektronic
- Araneus Alea
- Entropie sleutel

## Cryptografische algoritmes
Cijfer algoritmes en cryptografisch gemengde functies kunnen ook gebruikt worden als pseudotoevalsgeneratoren. Deze omvatten:
- blokcijfers in tel-modus
- cryptografisch gemengde functies in telmodus
- stroomvercijfering

## Bekende PRNG APIs
- Randomklasse in Java (programmeertaal)
- SecureRandomklasse in Java (programmeertaal)

## Toevalsgeneratoren die de externe entropie gebruiken
- CryptGenRandom – Microsoft Windows
- Fortuna
- Duizendblad – Mac OS X en FreeBSD
- /dev/random en /dev/urandom – Linux en Unix
- LavaRnd - De open source-(LGPL)-opvolger van Lavarand
- HotBits